# Petrus Bastijns
Petrus Bastijns (Beerse, 20 augustus 1840 – aldaar, 30 juli 1887) was een Belgisch politicus.

## Levensloop
Hij was burgemeester te Beerse van 30 januari 1870 tot aan zijn dood. Schepenen onder zijn bestuur waren Joseph Hermans (1870-1881), Gabriël Van Roey (1870-1883), Joseph Dufraing (1882-1887), Joannes Breugelmans (1883-1886) en Franciscus Mertens (1886-1887). Hij werd opgevolgd als burgemeester door Franciscus Mertens.